# Nikolai Iwanowitsch Chmelnizki

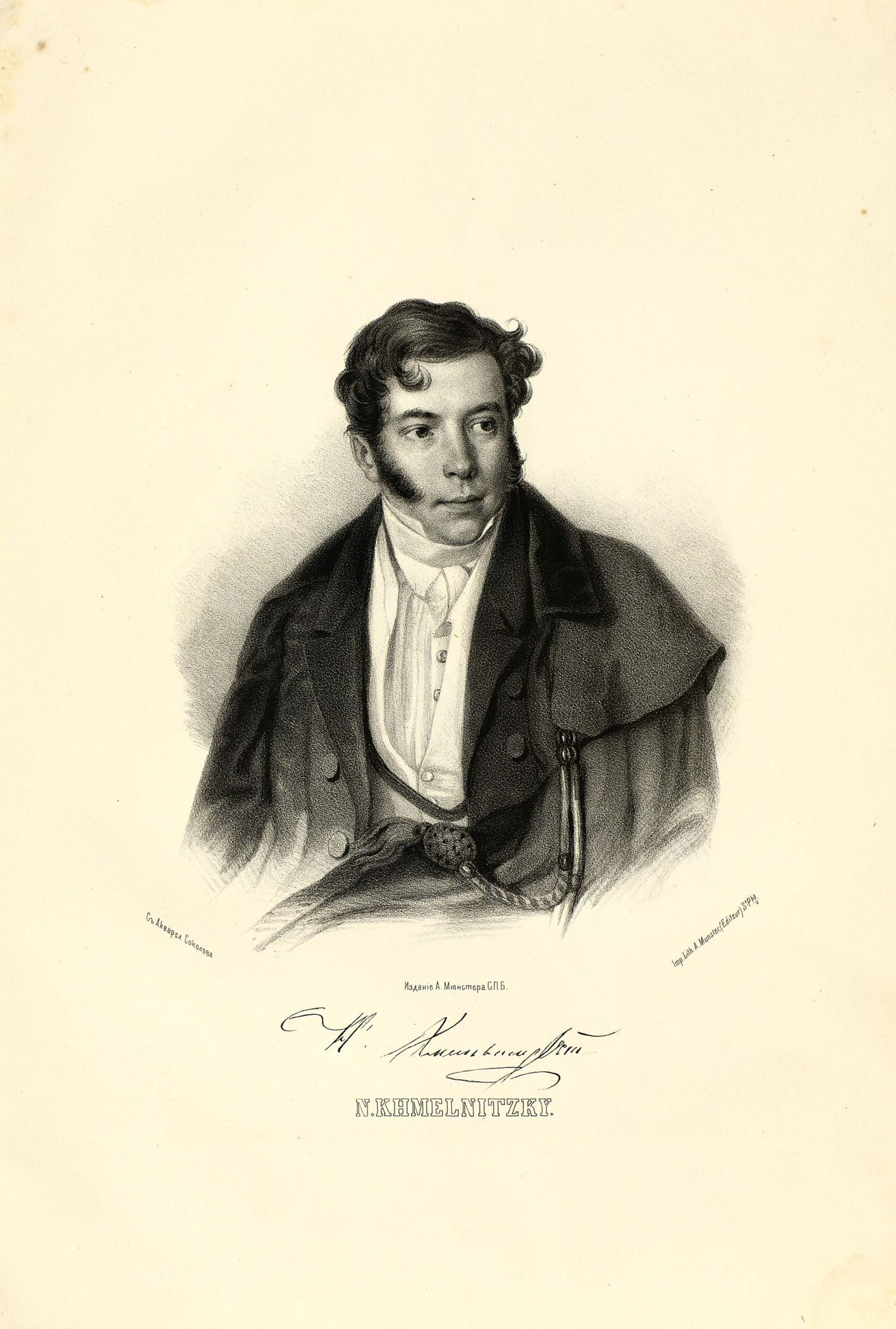
Nikolai Iwanowitsch Chmelnizki, 1869

Nikolai Iwanowitsch Chmelnizki (russisch Николай Иванович Хмельницкий, wiss. Transliteration Nikolaj Ivanovič Chmel'nickij; geb. 1789; gest. 1845) war ein russischer Dramatiker und Politiker.

## Leben und Werk
Nikolai Chmelnizki wurde 1789 geboren. Er war Gouverneur von Smolensk und später von Archangelsk. Er ist Verfasser vieler Lustspiele, darunter der Komödie Luftschlösser (1818) nach der Vorlage der französischen Komödie Les Châteaux en Espagne von Jean-François Collin d’Harleville (1755–1806).
Chmelnizki tat sich wie Alexander Iwanowitsch Pissarew (1803–1828) vor allem mit dem Vaudeville hervor.
Seine sämtlichen Werke erschienen in 3 Bänden (St. Petersburg 1849).

## Werke
- Der Schwätzer (Lustspiel)
- Luftschlösser (Lustspiel)
- Der Unschlüssige (Lustspiel)
- Die Quarantäne (Lustspiel)
- Die Schauspieler unter sich (Lustspiel)
- Der russische Faust (Lustspiel)
- Ein Zarenwort (historisches Lustspiel)
- Zenobius Bogdan Chmelnizkij, oder die Einverleibung Kleinrußlands (historisches Drama)